# Гора Кошка (памятник природы)
«Гора Кошка» (укр. «Гора Кішка», крымскотат. «Qoş Qaya dağı», «Къош Къая дагъы») — комплексный памятник природы общегосударственного значения, расположенный на Южном берегу Крыма на территории Ялтинского региона. Площадь — 50 га. 

## История
Статус памятника природы был присвоен 21 марта 1984 года Постановлением Совета Министров УССР от 21.03.84 г. № 139.
Своё имя гора Кошка получила во времена тюрков и изначально оно звучало, как «Кош-Кая», в переводе с тюркского «Парная скала». Но позднее местные жители разглядели очертания горы и стали называть её Кошкой.

## Описание
Расположен между посёлками городского типа Симеиз и Голубой Залив у Южнобережного шоссе. От Чёрного моря гору Кошка отделяют две скалы: Панея и Дива (ближе к морю).
Ближайший населённый пункт — Симеиз, город — Алупка.
Интересный факт: У горы Кошка также находится самый крупный могильный памятник во всем полуострове. В северо-восточной части горы археологами были найдены остатки поселения — это говорит о том, что ещё 4-5 тысячелетий до нашей эры на этом месте проживали люди.

## Природа
Гора Кошка — скала высотой 254,4 м сложенная известняками. Это ландшафтный заповедник с хаотическими каменными нагромождениями, крупными карстовыми наростами и крутыми обрывами на склонах, лишённый растительности.
По краю россыпей проходит каменная гряда высотой 3-7 м, расчленённая расщелиной. Расщелина заросла деревьями и кустарниками (вечнозелёные ладанник крымский Cistus tauricus и иглица понтийская Ruscus ponticus). От каменной гряды до западного хребта идёт ступенчатый склон, укрытый молодым редколесьем, представленный деревовидным можжевельником высоким (Juniperus excelsa), фисташкой туполистной (дикой) (Pistacia atlantica subsp. mutica), грабом, ясенем, дубом пушистым (Quércus pubéscens), сосной крымской (Палласа) (Pinus nigra subsp. pallasiana).